# Калинин (Воронежская область)
Калинин — хутор в Острогожском районе Воронежской области.
Входит в состав Девицкого сельского поселения.
В хуторе имеется одна улица — Ленинская.

## Население
| 2000 | 2005 | 2010 |
| ---- | ---- | ---- |
| 43   | →43  | ↘33  |